# Partido Socialista dos Trabalhadores Unificado
O Partido Socialista dos Trabalhadores Unificado (PSTU) é um partido político de extrema-esquerda do Brasil fundado em 1994 e registrado definitivamente em 1995. Em novembro de 2024 possuía 14 933 filiados. O PSTU é uma organização socialista, que reivindica o marxismo revolucionário, baseando-se nas teorias e práticas de Leon Trótski e de Nahuel Moreno. 
O PSTU também é a seção no Brasil da Liga Internacional dos Trabalhadores - Quarta Internacional (LIT-QI), sendo a maior seção dessa organização, que em outros países se articula como partido legalizado ou não, ou como corrente interna de partidos anticapitalistas amplos.
Assim como o Partido Comunista Brasileiro (PCB), o Partido da Causa Operária (PCO), a Unidade Popular (UP) e algumas tendências do Partido Socialismo e Liberdade (PSOL), o PSTU faz oposição de esquerda aos governos municipais, estaduais (inclusive aqueles governados pelo Partido dos Trabalhadores) e federal.

## História

### Fundação
Em abril de 1992, o deputado José Dirceu apresenta, na reunião da Executiva Nacional do PT, uma resolução que foi aprovada, dando prazo de 15 dias para que a Convergência Socialista se adaptasse à nova regulamentação de tendências.
Esta proibia manifestações abertas contra a política da direção majoritária. Afirmava José Dirceu que, para evitar a publicidade de tais manifestações, se deveriam proibir sedes próprias, jornal próprio, finanças próprias, relações internacionais públicas e de partido, pois estas seriam a exteriorização de uma política contrária às resoluções do PT e do seu primeiro Congresso.
Após sair do Partido dos Trabalhadores, em meados de 1992, a Convergência Socialista (CS) deu início à formação de um novo partido, juntamente com outros pequenos grupos de extrema-esquerda que, na época, formavam a chamada Frente Revolucionária (FR), que, além da CS, contava com outras organizações, tais como:
1. O Partido da Frente Socialista (PFS), antes denominado como Partido da Libertação Proletária (PLP)[14];
2. o Movimento Socialista Revolucionário;
3. a Democracia Operária, formada principalmente por bancários de Porto Alegre, um dos seus líderes era Victor Hugo Ghiorzi;
4. a Liga, formada por militantes que romperam com o PT em no início de 1993, tais como Júnia  Gouveia, Celso Lavorato, Edmilson Araújo, Rômulo Rodrigues, Santiago, Henrique Martins e Lays Machado;
5. o Grupo Independente de Diadema; e
6. o Coletivo Luta  de Classes, dentre os seus dirigentes, podem-se citar Carlos Bauer e Magno de Carvalho.

Entre 3 e 5 de julho de 1994 a FR reuniu em um Congresso para fundar o PSTU.

### Cisão de 2016
Em julho de 2016, 739 militantes assinaram um manifesto de ruptura com o partido, chamado "Arrancar alegria ao futuro" e, posteriormente, fundaram o Movimento por uma Alternativa Independente e Socialista (MAIS). Em agosto de 2017, o MAIS oficializou sua entrada como corrente interna no PSOL. A decisão foi tomada no congresso da organização, que aconteceu dos dias 27 a 30 de julho, em São Paulo. Posteriormente o MAIS e outros grupos fundiram-se dando origem a Resistência, corrente interna do PSOL.

### Prisão de Lula

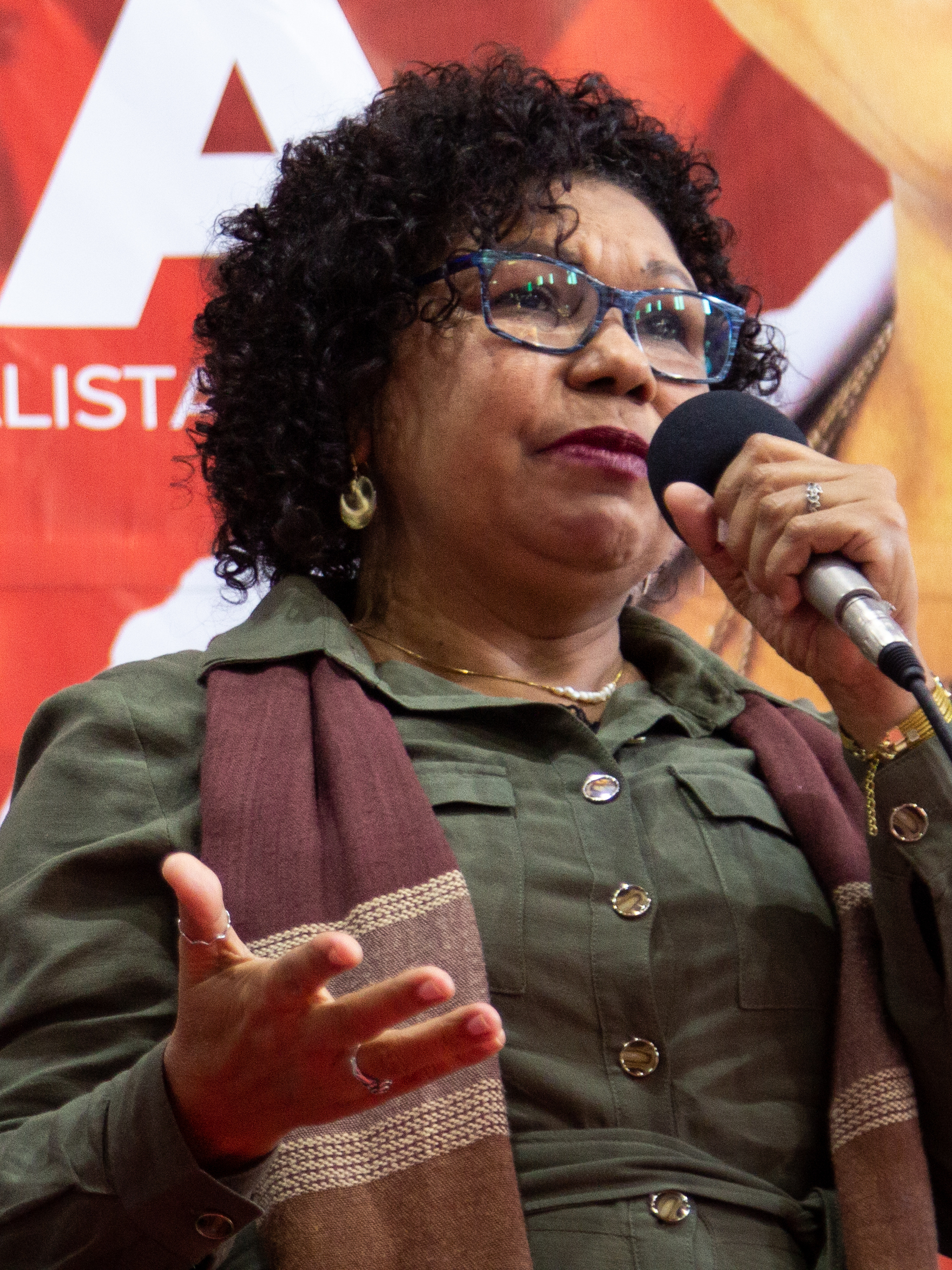
Vera Lúcia, candidata a presidência em 2018 e 2022.

Em 2018, no contexto da prisão de Luiz Inácio Lula da Silva, o PSTU tomou posição a favor da prisão de todos os corruptos e corruptores, julgando ser inaceitável a narrativa petista de que Lula estava sendo preso por conta da seletividade da justiça. O partido não considerou, no entanto, a prisão do ex-presidente como suficiente para o fim da corrupção, defendendo também a prisão de políticos como Aécio Neves, Michel Temer e Eduardo Cunha e de empresários como Joesley Batista e Marcelo Odebrecht.

## Organização

### Filiações democráticas
Em 2022 o PSTU lançou a plataforma Polo Socialista Revolucionário, com a pretensão de unir diferentes organizações de esquerda para disputar as eleições de 2022 pela legenda do PSTU. Algumas organizações aderiram ao Polo.
- Corrente Socialista de Trabalhadoras e Trabalhadores (CST) - Atuou como tendência interna do PT entre 1992 e 2003 e do PSOL entre 2003 e 2023. Em 2022, ainda no PSOL, apoiou candidaturas do PSTU ao poder executivo e lançou Barbára Sinedino (RJ) ao Senado Federal pela legenda do PSTU, embora as candidaturas proporcionais ainda tenham sido lançadas pelo PSOL.[19] Em 2024 suas pré-candidaturas são todas pela legenda do PSTU;[20]

- Movimento Revolucionário de Trabalhadores (MRT) - Lançou candidaturas pela legenda do PSOL até 2020, também em filiação democrática.[21] A partir de 2022, passou a lançar todas as candidaturas pela legenda do PSTU.[22][23]

### Número de filiados
| Data      | Filiados | Crescimento anual | Crescimento anual |
| --------- | -------- | ----------------- | ----------------- |
| dez./2006 | 13.568   | —                 | —                 |
| dez./2007 | 13.332   | 236               | -1,7%             |
| dez./2008 | 13.156   | 176               | -1,3%             |
| dez./2009 | 11.867   | 1.309             | -11%              |
| dez./2010 | 12.541   | 674               | +5,6%             |
| dez./2011 | 13.159   | 382               | +4,9%             |
| dez./2012 | 14.177   | 1.018             | +7,7%             |
| dez./2013 | 16.756   | 2.579             | +18%              |
| dez./2014 | 17.141   | 385               | +2,3%             |
| dez./2015 | 17.375   | 234               | +1,3%             |
| dez./2016 | 17.403   | 28                | +0,1%             |
| dez./2017 | 17.177   | 226               | -1,3%             |
| dez./2018 | 17.143   | 34                | -0,2%             |
| dez./2019 | 15.873   | 1.270             | -8,0%             |
| dez./2020 | 15.858   | 15                | -0,1%             |
| dez./2022 | 15.303   | 237               | -1,5%             |
| dez./2023 | 14.951   | 352               | -2,3%             |
| set./2024 | 14.955   | 4                 | +0,027%.          |

## Desempenho eleitoral

### Eleições presidenciais
| Ano  | Imagem                                                                             | Candidato(a) a Presidente      | Candidato(a) a Vice-Presidente | Coligação                                                             | Votos               | Posição |
| ---- | ---------------------------------------------------------------------------------- | ------------------------------ | ------------------------------ | --------------------------------------------------------------------- | ------------------- | ------- |
| 1994 |                                                                                    | Luiz Inácio Lula da Silva (PT) | Aloizio Mercadante (PT)        | Frente Brasil Popular pela Cidadania (PT, PSB, PCdoB, PPS, PV e PSTU) | 17.122.127 (27,04%) | 2ª      |
| 1998 | Zé Maria                                                                           | José Maria de Almeida (PSTU)   | José Galvão de Lima (PSTU)     | Sem coligação                                                         | 202.659 (0,30%)     | 7ª      |
| 2002 | Zé Maria                                                                           | José Maria de Almeida (PSTU)   | Dayse Oliveira (PSTU)          | Sem coligação                                                         | 402.232 (0,47%)     | 5ª      |
| 2002 | Segundo turno: apoio crítico ao candidato vitorioso Luiz Inácio Lula da Silva (PT) |                                |                                |                                                                       |                     |         |
| 2006 | Heloísa Helena                                                                     | Heloísa Helena (PSOL)          | César Benjamin (PSOL)          | Frente de Esquerda (PSOL, PCB e PSTU)                                 | 6.575.393 (6,85%)   | 3ª      |
| 2006 | Segundo turno: voto nulo                                                           |                                |                                |                                                                       |                     |         |
| 2010 | Zé Maria                                                                           | José Maria de Almeida (PSTU)   | Cláudia Durans (PSTU)          | Sem coligação                                                         | 84.609 (0,08%)      | 6ª      |
| 2010 | Segundo turno: voto nulo                                                           |                                |                                |                                                                       |                     |         |
| 2014 | Zé Maria                                                                           | José Maria de Almeida (PSTU)   | Cláudia Durans (PSTU)          | Sem coligação                                                         | 91.209 (0,09%)      | 8ª      |
| 2014 | Segundo turno: voto nulo                                                           |                                |                                |                                                                       |                     |         |
| 2018 | Vera Lúcia Salgado                                                                 | Vera Lúcia Salgado (PSTU)      | Hertz Dias (PSTU)              | Sem coligação                                                         | 55.762 (0,05%)      | 11ª     |
| 2018 | Segundo turno: apoio crítico ao candidato derrotado Fernando Haddad (PT)           |                                |                                |                                                                       |                     |         |
| 2022 | Vera Lúcia Salgado                                                                 | Vera Lúcia Salgado (PSTU)      | Raquel Tremembé (PSTU)         | Sem coligação                                                         | 25.625 (0,02%)      | 10ª     |
| 2022 | Segundo turno: apoio crítico ao candidato vitorioso Luiz Inácio Lula da Silva (PT) |                                |                                |                                                                       |                     |         |